# Fence (Wisconsin)
Fence – miasto w Stanach Zjednoczonych, w stanie Wisconsin, w hrabstwie Florence.